# Opération Terminal
Campagne d'Afrique du Nord de la Seconde Guerre mondiale
Batailles
Guerre du Désert
- Invasion de l'Égypte
- Compass (Fort Capuzzo
- Nibeiwa
- Sidi Barrani
- Bardia
- Tobrouk (1941)
- Mechili
- Beda Fomm)
- Koufra
- Siège de Giarabub
- Sonnenblume
- El Agheila (1941)
- Siège de Tobrouk (Raid sur Bardia
- Raid Twin Pimples)
- Skorpion
- Brevity
- Battleaxe
- Crusader (Flipper
- Bir el Gubi (novembre 1941)
- Point 175
- Bir el Gubi (décembre 1941))
- Fort Lamy
- Gazala (Bir Hakeim
- Tobrouk (1942))
- Mersa Matruh
- El Alamein (juillet 1942) (Raid sur l'aérodrome de Sidi Haneish)
- Alam el Halfa
- Agreement (Caravan)
- Bertram
- Braganza
- El Alamein (octobre 1942) (Avant-poste Snipe)
- El Agheila (1942)

Débarquement allié en Afrique du Nord
- Blackstone
- Casablanca
- Reservist
- Terminal
- Port Lyautey
- Brushwood

Campagne de Tunisie
- Course pour Tunis
- Ligne Mareth
- Sidi Bouzid
- Kasserine
- Sejnane
- Ochsenkopf
- Capri
- Ksar Ghilane
- Pugilist
- El Guettar
- Wadi Akarit
- Longstop Hill
- Hill 609
- Vulcan
- Flax
- Retribution
- Strike

L'opération Terminal est une mission faisant partie de l'opération Torch, le débarquement allié en Afrique du Nord pendant la Seconde Guerre mondiale. Le 8 novembre 1942, l'opération fut menée par les forces américaines et britanniques en Algérie avec pour mission de débarquer directement dans le port d'Alger aux mains des forces françaises vichystes, mais ceux-ci ne parviendront pas à atteindre l'objectif de capturer les installations portuaires avant leur destruction.

## Contexte
Les forces attaquantes se composaient de deux destroyers de la Royal Navy, les HMS Malcolm et HMS Broke (commandé par Henry St John Fancourt (en)) transportant 600 soldats du 3e bataillon du 135e d'infanterie (commandé par le colonel Edwin Swenson), faisant partie de la 34e division d'infanterie américaine. Le plan était de débarquer les troupes directement dans le port. Le débarquement directement depuis les navires était extrêmement risqué ; cependant les forces alliées espéraient prendre les défenseurs français par surprise, ou espéraient une coopération de leur part en laissant débarquer les forces de débarquement. Cependant, les forces vichystes ouvrirent le feu sur les navires, les endommageant lourdement.

## L'opération
À 4 heures du matin le 8 novembre 1942, les Malcolm et Broke se rapprochèrent du port d'Alger. Considérés comme hostiles par les défenseurs Français, ceux-ci ouvrirent le feu à 04 h 06. Le Malcolm tenta de percer le barrage, mais fut touché et gravement endommagé par un obus tiré du rivage. Dix marins à bord moururent, beaucoup d'autres furent blessés, tandis que trois des quatre chaudières tombèrent en panne, réduisant sa vitesse à 4 nœuds. Le destroyer fut  forcé de battre en retraite et ne joua plus aucun rôle dans l'opération. Au départ, le Broke eut plus de chance. À sa troisième tentative, il parvint à passer le barrage et déposa ses troupes sous le feu du quai de Fécamp, avant de battre en retraite près de quatre heures après le début de l'opération. La chance tourna lors de son départ du port lorsqu'il fut touché par des batteries côtières, ayant aggravé des dommages antérieurs. Malgré un remorquage ultérieur, le navire coula le 10 novembre.
L'infanterie débarquée fut encerclée et contrainte de se rendre sept heures plus tard. Cependant, ils réussirent à empêcher la destruction du port avant que les défenseurs ne se rendent à leur tour aux forces d'invasion plus importantes.

## Conséquences
Une opération similaire fut menée à Oran (opération Reservist), dont le succès fut encore plus limité ; cependant, les débarquements de l'opération Torch dans l'ensemble furent une réussite, les opérations Terminal et Reservist étant les seuls revers notables dans l'ensemble de la campagne de débarquement.